# TUI Group
Pour les articles homonymes, voir Tui.
 (juillet 2008).
Si vous disposez d'ouvrages ou d'articles de référence ou si vous connaissez des sites web de qualité traitant du thème abordé ici, merci de compléter l'article en donnant les références utiles à sa vérifiabilité et en les liant à la section « Notes et références ».
TUI Group (de l'anglais : Travel Union International ; TUI est également  l'acronyme de « Trusted » (fiable), « Unique » et « Inspiring » (inspirant)) est une société de voyage et tourisme multinationale dont le siège est à Hanovre, en Allemagne. C'est le plus grand groupe et leader de tourisme du monde et le premier voyagiste français. Il possède des agences de voyage, hôtels, navires de croisière, des magasins de détail et six compagnies aériennes. C'est la plus grande flotte de vacances du monde.
TUI est listé conjointement sur la Bourse de Francfort et la Bourse de Londres en tant que constituant de l'indice FTSE 100.
À l'origine, TUI était un groupe industriel métallurgique qui s'appelait Preussag. Mais, au milieu des années 1990, la firme a décidé de se réinventer en tant que groupe de tourisme. Pour ce faire, les activités industrielles de la société ont été liquidées pour pouvoir acheter des agences de voyages comme ce fut le cas en 2002 avec le rachat du groupe français Nouvelles Frontières.

## Histoire

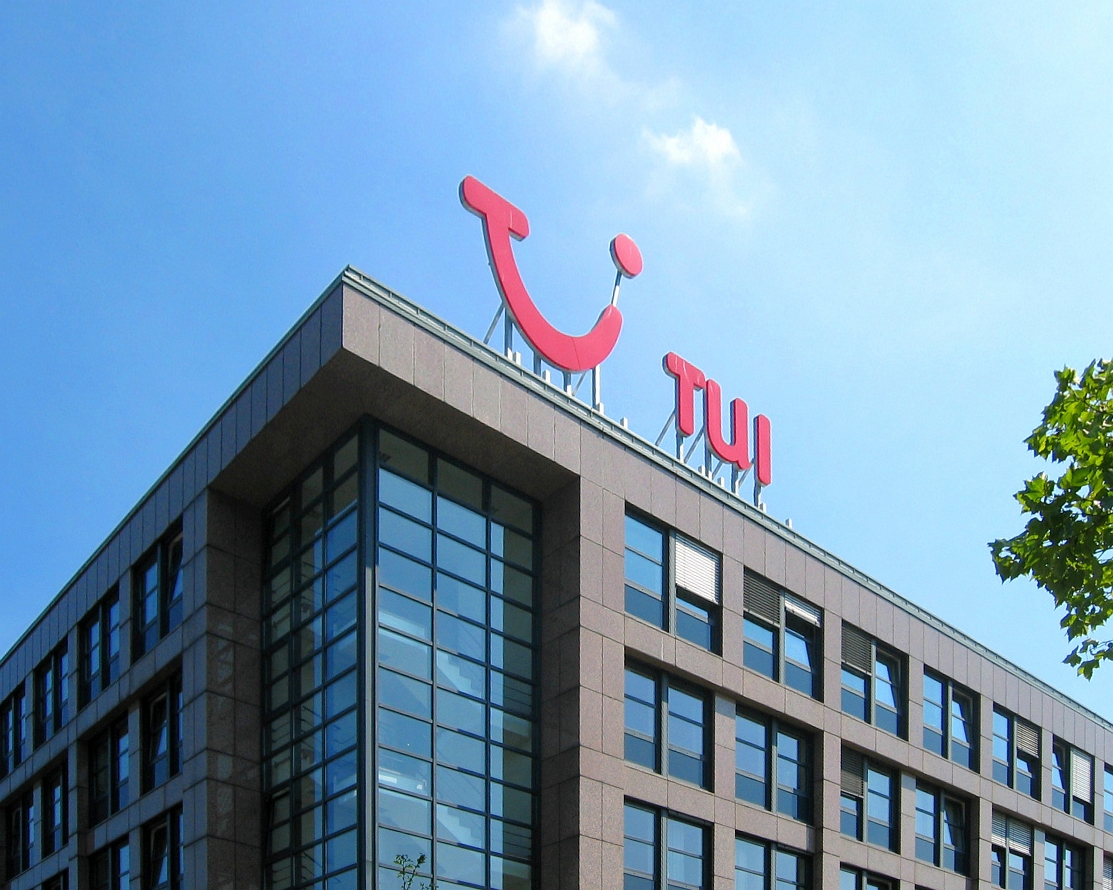
Siège social à Hanovre.

En 1968, TUI (Touristik Union International/) est né de l'association des PME suivantes : Touropa, Scharnow-Reisen, Hummel Reise und Dr. Tigges. En 1970, Airtours International et TransEuropa intègrent TUI. Les Clubs Robinson (avec le groupe Steigenberger) sont créés. À partir de 1972, TUI acquiert des participations dans diverses chaînes hôtelières (et al. Iberotel 1972, RIU 1977, Grecotels 1981).
En 1990, le nom du voyagiste principal devient TUI Schöne Ferien.
En 1995, TUI Nederland et TUI Austria sont créés, puis en 1996, c'est au tour de TUI Suisse.
En 1998, le groupe Preussag/Hapag-Lloyd est acquis et incorporé sous le nom Hapag Touristik Union (HTU). Prémices à l'orientation vers le tourisme, TUI fait une offre de rachat de FRAM l'année suivante, qui sera refusée.
En 2000, HTU se renomme TUI Group. En 2001, TUI Group devient une filiale à 100 % de Preussag AG. En 2002, Preussag AG change de nom pour TUI AG.
À partir de 2002, le groupe est restructuré pour passer d'une entreprise mixte vers une entreprise purement touristique et logistique.
En 2004 : la banque WestLB vend ses parts (31,4 %) dans le groupe TUI. Les nouveaux actionnaires seront des investisseurs espagnols (Famille Riu, Grupo de Empresas Matutes, Caja de Ahorros del Mediterraneo). En 2005, TUI vend sa société de logistique ferroviaire VTG AG à la Compagnie Européenne de Wagons.
En 2005, les activités logistiques sont regroupées sous le nom Hapag-Lloyd et se concentrent sur le secteur maritime de porte-conteneurs. Avec la prise de contrôle du canadien CP Ships, TUI occupe désormais le 4e rang mondial.
En 2006, TUI AG vend sa marque pour voyages d'affaires TQ3 au néerlandais BCD Holdings N.V.
En 2007, TUI AG fusionne sa filiale touristique avec First Choice Holidays pour former TUI Travel.
En juin 2014, TUI Travel et TUI AG annoncent leur intention de fusionner totalement. La fusion, d'un montant de 8,4 milliards de dollars entre les deux entités TUI est annoncé en septembre 2014. En décembre 2014, TUI GROUP est créé par l'achèvement de la fusion prévue.
En avril 2016, TUI annonce la vente de Hotelbeds pour 1,165 milliard d'euros au fonds d'investissement Cinven et au fonds du régime de pensions du Canada. En février 2020, TUI annonce la vente de Hapag-Lloyd Cruises à sa coentreprise avec Royal Caribbean Cruises pour 700 millions d'euros.
En juin 2020, TUI France lance une restructuration, induisant 65 ventes ou suppressions d'agences et la suppression de 317 emplois sur les 904 que compte le groupe en dehors de ces agences. En octobre 2020, 42 agences sur 65 sont l'objet d'une offre par un repreneur.
Le 26 novembre 2020, Le groupe TUI injecte 126 millions d'euros dans le capital de l'entreprise française Corsair International, filiale de la compagnie et qu'elle détient à 27%, en grande difficulté financière après avoir préalablement engagés des dirigeants d'entreprises pour redresser la compagnie. Après des négociations TUI vend finalement la totalité de ses parts à L'OMRP, seul actionnaire de la compagnie.

## Actionnaires
| Nom                                  | %     |
| Alexeï Mordachov                     | 25,0% |
| Riusa II                             | 3,38% |
| Standard Life Investments            | 2,96% |
| Norges Bank Investment Management    | 1,98% |
| The Vanguard Group                   | 1,98% |
| Artemis Investment Management        | 1,28% |
| Invesco Asset Management Deutschland | 1,10% |
| BlackRock Fund Advisors              | 1,04% |
| Teachers Advisors                    | 0,90% |
| Allianz Global Investors             | 0,79% |

Liste au 30 juillet 2019.

## Filiales touristiques
(juillet 2008).

### Compagnies aériennes

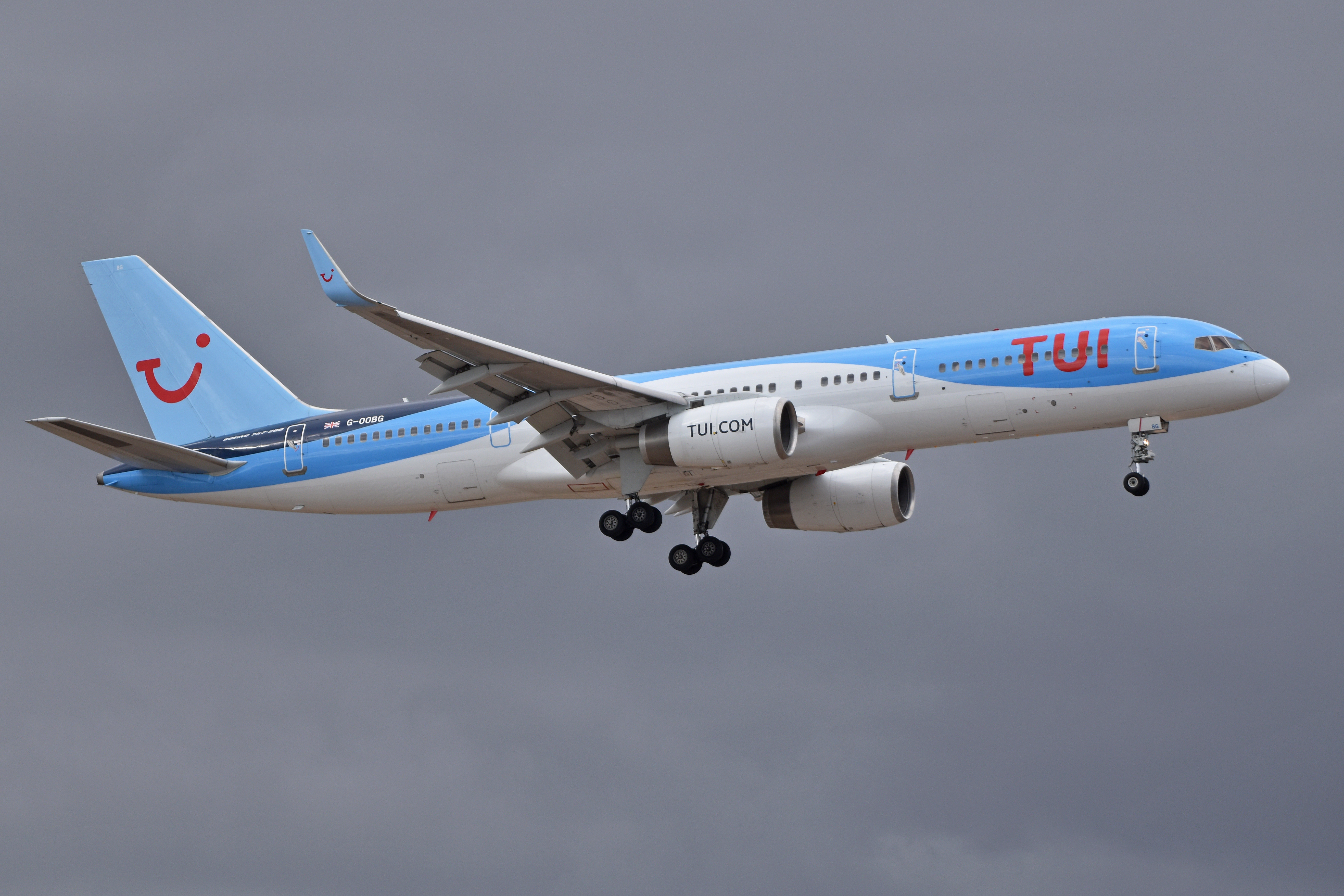
Boeing 757-200 de TUI Airways, le type d'avion a été retiré en octobre 2021.

| Aérienne            | Pays                            | Description |
| ------------------- | ------------------------------- | --- |
| TUI Airways         | Irlande Royaume-Uni             | TUI Airways est la plus grande des compagnies aériennes TUI. Elle dispose de 70 avions et dessert 26 aéroports britanniques vers 109 destinations dans le monde. Elle est issue de la fusion de Thomsonfly (anciennement Britannia Airways) et de First Choice Airways (anciennement Air 2000). La compagnie aérienne a été la dernière compagnie aérienne TUI à être renommée en 2017. |
| TUI fly Belgium     | Belgique                        | TUI fly Belgium opère depuis mars 2004 vers plus de 105 destinations en Europe, dans la mer Rouge, dans les Caraïbes, aux îles Canaries, aux États-Unis et en Afrique. Depuis 2012, elle assure des vols réguliers ainsi que des services charters. Elle était autrefois connue sous le nom de Jetairfly, rebaptisée TUI fly Belgium fin 2016.                                          |
| TUI fly Deutschland | Allemagne                       | TUI fly Deutschland opère depuis 1972, sous le nom de Hapag-Lloyd Flug, et rebaptisé TUIfly en 2007. Il a de nouveau été rebaptisé TUI fly Deutschland. Elle dispose de 40 avions, desservant 39 destinations. |
| TUI fly Netherlands | Pays-Bas                        | Depuis 2005, TUI fly Pays-Bas assure des vols charters depuis l'aéroport d'Amsterdam Schiphol vers des destinations en Europe du Sud, en Afrique du Nord, dans les Caraïbes et en Amérique latine. Il était autrefois connu sous le nom d'Arkefly, rebaptisé Arke en 2013, et rebaptisé à nouveau son nom actuel en 2015.                                                               |
| TUI fly Nordic      | Danemark Finlande Norvège Suède | TUI fly Nordic vole depuis la Suède, le Danemark, la Finlande et la Norvège. Ils transportent des vacanciers voyageant avec les voyagistes suivants : TUI Sverige (Suède), TUI Finland (Finlande), TUI Norge (Norvège) et TUI Danmark (Danemark). Il y a eu un léger changement de nom, de TUIfly Nordic à TUI fly Nordic.                                                              |

### Voyagistes
- TUI Central Europe
  - Allemagne
    - 1-2-FLY
    - airtours international
    - atraveo
    - Berge & Meer Touristik
    - Discount Travel
    - FOX-Tours
    - Gebeco
    - L'TUR
    - OFT-Reisen
    - Touropa
    - TUI Deutschland
    - Wolters Reisen

  - Autriche
    - Gulet Touropa Touristik
    - TUI Austria

  - Pologne
    - TUI Poland

  - Suisse
    - TUI Suisse
- TUI Northern Europe
  - Danemark
    - Sportsrejser
    - StarTour
    - TEMA

  - Finlande
    - Finnmatkat
    - TEMA

  - Royaume-Uni
    - Specialist Holidays Group
    - Thomson
    - TUI UK

  - Irlande
    - Budget Travel
    - Specialist Holiday Group

  - Norvège
    - Sportreiser
    - StarTour
    - TEMA

  - Suède
    - Fritidsresor
    - Sportresor
    - TEMA
    - TUI Nordic
- TUI Western Europe
  - France
  - TUI France :
    - Nouvelles Frontières
    - Marmara
    - Aventuria
    - Moorings
    - Sunsail
    - JV
    - Touraventure
    - Look Voyage
    - Passion des îles

  - Belgique
  - TUI belgium :
    - TUIfly
    - TUI Shop
    - tui.be
- TUI Canada
  -     - Signature
    - Corsair

  - Pays-Bas
  - TUI Nederland :
    - Arke
    - De Boer & Wendel
    - Discovery
    - Group & Incentive Travel
    - Holland International
    - Isropa Reizen
    - KRAS Reizen
    - Panta Reizen
    - Zeetours Cruises
    - Future markets

  - Chine
    - Tui china

  - Russie
    - TUI Mostravel Russia

### Chaînes hôtelières
- Atlantica Hotels
- Dorfhotel
- Gran Resort Hotels
- Grecotel
- Grupotel
- Iberotel
- Magic Life
- RIU Hotels
- Robinson Club
- Sol y Mar
- Lodges and Mountain Hotels

### Navires de croisière[1]
- Allemagne
  - Hapag-Lloyd Kreuzfahrten
  - TUI Cruises
- Royaume-Uni

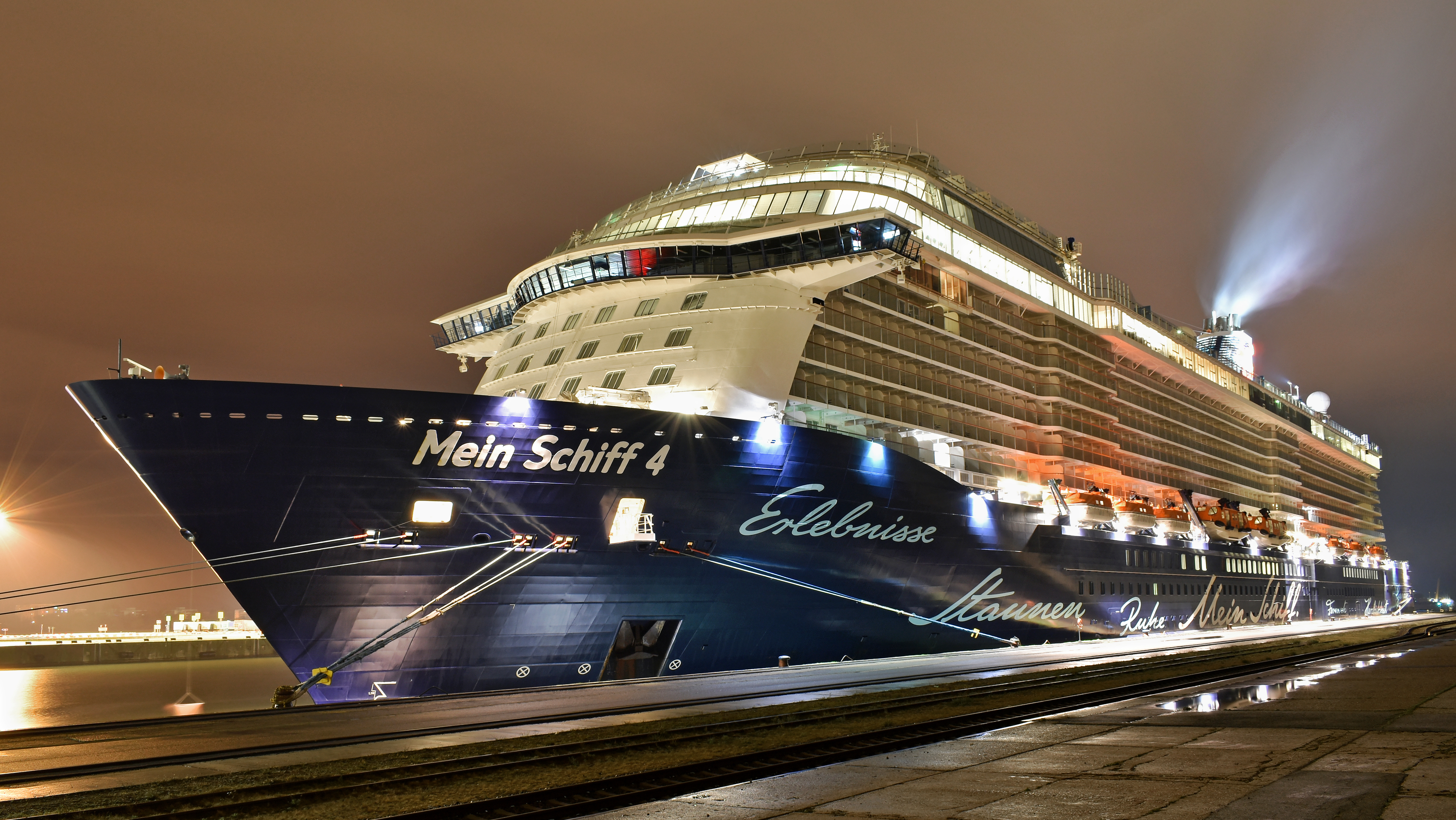
Le Mein Schiff 4, de la compagnie de croisière TUI Cruises, du TUI Group. Il est ici amaré dans le port de Rostock, Allemagne. Janvier 2021.

  - Marella Cruises (ex Thomson Cruises)